# 斯坦頓 (亞利桑那州)
斯坦頓（英語：Stanton）是位於美國亞利桑那州亞瓦派縣的一個非建制地區。該地的面積和人口皆未知。

## 地理
斯坦頓的座標為34°09′55″N 112°43′46″W / 34.16528°N 112.72944°W，而該地的平均海拔高度為1066米（即3497英尺）。